# Heinrich Philipp August Damerow
Heinrich Philipp August Damerow (ur. 28 grudnia 1798 Szczecinie, zm. 22 września 1866 w Nietleben) – niemiecki lekarz psychiatra. 
W 1822 roku otrzymał tytuł doktora medycyny, następnie przez pewien czas wykładał i został profesorem. W 1836 roku został dyrektorem szpitala psychiatrycznego w Halle. Był jednym z założycieli Allgemeine Zeitschrift für Psychiatrie.

## Wybrane prace
- Über die relative Verbindung der Irren-, Heil- und Pfleganstalten. Leipzig, 1840
- Zur Kretinen- und Idiotenfrage. Berlin 1858
- Über die Grundlage der Mimik und Physiognomie, als freier Beitrag zur Anthropologie und Psychiatrie. Berlin, 1860